# دومینگوئز دا گویا
دومینگوئز دا گویا (به پرتغالی: Domingos Antônio da Guia) مدافع اهل برزیل است که در شهر ریودو ژانیرو و در تاریخ ۱۹ نوامبر ۱۹۱۲ به دنیا آمده‌است.
دومینگوئز دا گویا در تیم‌های فوتبال Bangu ،ناسیونال،واسکو دوگاما،بوکا جونیورز، فلامینگو و کورینتیانس سابقهٔ حضور دارد. این بازیکن همچنین در سال، 1931 – 1946 برای، تیم ملی فوتبال برزیل به میدان رفته‌است 